# Fear Effect
Fear Effect ist ein von Kronos Digital Entertainment entwickeltes und von Eidos Interactive herausgebrachtes Computerspiel.

## Geschichte
Das Spiel erschien im Jahr 2000 ausschließlich für Sonys PlayStation auf insgesamt vier CD-ROMs, was selbst in Anbetracht der aufwändigen Inszenierung für ein PlayStation-Spiel durchaus selten war. Das Spiel war so erfolgreich, dass es 2001 mit Fear Effect 2 – Retro Helix fortgesetzt wurde. Ein dritter Teil namens Fear Effect 3 – Inferno befand sich für die PlayStation 2 in Entwicklung, wurde aber nie veröffentlicht. Von diesem dritten Teil existiert aber ein umfangreicher Trailer, der bereits viele Zwischensequenzen zeigt.

## Inhalt
Fear Effect wird in das Genre der Action-Adventures eingeordnet. Der Spieler schlüpft in die Rolle von Hana Tsu Vachel, die im futuristischen Hongkong als eine von drei Söldnern versucht, Wee Ming Lam, die Tochter eines mächtigen chinesischen Triadenbosses, aufzuspüren.
Das Spiel orientiert sich hinsichtlich des Gameplays u. a. an der Resident-Evil-Serie, verwendet jedoch anstelle von starren, vorgerenderten Hintergründen FMVs, die durch Streaming- und Looping-Verfahren als animierte Hintergründe für einen neuartigen und unverwechselbaren Look sorgen. Zudem gehen Spiel- und Zwischensequenzen nahtlos ineinander über.
Anstelle einer für dieses Genre nicht unüblichen Standard-Schadensanzeige verfügt Fear Effect über das sogenannte „Fear Meter“, welches den Angst- und Adrenalinzustand der Protagonistin darstellt. Es verfärbt sich rot, wenn der Hauptcharakter Schaden nimmt oder in eine sonstige bedrohliche Situation gerät. Gewinnt man einen Schusswechsel, kann man unauffällig eine Wache ausschalten oder erfolgreich ein Puzzle lösen, so erhält man einen Adrenalinschub und das „Fear Meter“ färbt sich wieder grün (Normalzustand).

## Charaktere
- Hana Tsu Vachel: 24 Jahre; Vollwaise; Scharfschützin und Spezialistin für geheime Operationen
- Jakob „Deke“ Decourt: 37 Jahre; Experte für Attentate und Sprengstoff
- Royce Glas: 34 Jahre; Ex-Militär; Zuständig für inoffizielle Aufträge der Regierung

## Kritiken
- GameSpy.com: 89 % für Teil 1
- Gamespot.com: 8,5 für Teil 1
- Maniac 5/2000: 83 % für Teil 1
- 4players.de: 89 % für Fear Effect 2

## Verfilmung
Eine Verfilmung des Spiels wurde mehrfach geplant, letztmals für 2008. Der Plan wurde bisher jedoch nicht umgesetzt.